# Assumption University (Thailand)
Assumption University (AU, Thais: มหาวิทยาลัยอัสสัมชัญ) is een universiteit met drie campussen in Hua Mak, Central World Plaza en Suvarnabhumi in Bangkok, Thailand. De universiteit wordt geleid door de Broeders van Sint-Gabriël, die actief zijn geweest in het onderwijs in Thailand sinds 1901. Assumption University staat bekend om het aantrekken van grote aantallen buitenlandse studenten uit landen, waaronder India, China, Myanmar, Rusland, Bangladesh, Pakistan en andere landen uit Azië. Daarnaast komen ieder semester uitwisselingsstudenten voornamelijk uit Europa en Amerika. Assumption University is de eerste internationale universiteit in Thailand.

## Geschiedenis
De universiteit is een non-profit instelling beheerd door de Broeders van Sint-Gabriël, een wereldwijde katholieke religieuze congregatie, opgericht in Frankrijk in 1705 door Louis-Marie Grignion de Montfort (1673-1716). Assumption University werd een autonome onderwijsinstelling in 1969 en in 1972 werd het Assumption College Business Administration (ABAC). In 1990 werd de status van universiteit door het Thaise ministerie van onderwijs verleend en veranderde de naam in Assumption University (AU).

## Academische programma's
AU biedt de volgende opleidingen volledig in het Engels aan; Bachelor of Business Administration (B.B.A.), Economie (B. Econ.), Science (BS), Verpleegkunde (B.N.S.), Bachelor of Laws (LL.B.), Communication Arts (BA), Architectuur (B.Arch.), Biotechnologie (BS), Music management (BA) en Bachelor of Arts (BA). Naast Bachelor opleidingen worden er ook verschillende Masters en PhD opleidingen aangeboden.

## Bekende alumni
- Trinh Tuan Anh
- Hanh Nguyen
- Worarat Suwannarat
- Katreeya English
- Kipsan Beck
- Ryan Jett
- Saksit Vejsupaporn
- Sunisa Jett
- Sunny Suwanmethanon
- Kathaleeya McIntosh
- Cat Costa